# Quipungo
Quipungo é uma cidade e município da província da Huíla, em Angola.

É limitado a norte pelos municípios de Caluquembe e Cacula, a leste pelo município da Matala, a sul pelo município de Chiange, e a oeste pelo municípios da Chibia.
Na nova divisão
O município é constituído apenas pelas comunas da Cainda, Sêndi, Ombo correspondente à cidade de Quipungo.

## Etimologia
Durante o período colonial, Quipungo chama-se "Vila Paiva Couceiro", nome de um oficial do exército português que participou de várias campanhas de colonização e ocupação no interior de Angola entre 1889 e 1891.